# Liste der Baudenkmale in Brunn (Mecklenburg)
In der Liste der Baudenkmale in Brunn sind alle denkmalgeschützten Bauten der Gemeinde Brunn (Mecklenburg-Vorpommern) und ihrer Ortsteile aufgelistet. Grundlage ist die Veröffentlichung der Denkmalliste des Landkreises Mecklenburgische Seenplatte (Auszug) vom 20. Januar 2017.

## Baudenkmale nach Ortsteilen

### Brunn
| ID | Lage                             | Bezeichnung        | Beschreibung | Bild           |
| -- | -------------------------------- | ------------------ | --- | -------------- |
| 62 | Am Anger 8, 9 (Karte)            | Pfarrhaus          | |                |
| 63 | Am Anger 20 (Karte)              | Kirche mit         | Gotische Feldsteinkirche vom 13. Jahrhundert mit rck. Kirchenschiff, eingezogenem Chor und Turmaufsatz vom 18. Jh.; Innen: verputzte Decken, bemalte hölzerne Einbauten von 1842 von Friedrich Wilhelm Buttel.                                            | Weitere Bilder |
| 63 |                                  | Feldsteinmauer und | |                |
| 63 |                                  | Gruft              | |                |
| 64 | Schlossstraße 5, 6, 7, 8 (Karte) | Gutsanlage mit     | Klassizistischer, 2-gesch., 13-achsiger Putzbau von kurz nach 1800 mit Mittelrisalit und Walmdach; Gutsbesitz der Glöde (ab 1609), Dewitz (Adelsgeschlecht) (ab 1795) und Oertzen (Adelsgeschlecht) (ab 1812); nach 1945 Wohnhaus, Kindergarten und Hort. | Weitere Bilder |
| 64 | Schlossstraße 6, 8               | Gutshaus,          | | Gutshaus,      |
| 64 |                                  | Park,              | Kleiner Gutspark wohl vom Anfang des 19. Jahrhunderts. |                |
| 64 | Schlossstraße 5                  | Speicher,          | |                |
| 64 | Schlossstraße 7 (Karte)          | Wasserturm         | | Wasserturm     |

### Dahlen
| ID  | Lage                  | Bezeichnung  | Beschreibung | Bild           |
| --- | --------------------- | ------------ | --- | -------------- |
| 187 | Zum Pfarrhaus (Karte) | Kirche mit   | Frühgotische Feldsteinkirche vom 13. Jahrhundert mit rck. Kirchenschiff, Ausbau von 1670; quadr. Feldsteinturmsockel vom 15. Jh. mit 2-gesch. Fachwerkaufsatz von 1850 mit vierseitigem Spitzhelm nach Plänen von Friedrich Wilhelm Buttel; bemerkenswertes Außenportal; Altaraufsatz und Kanzel aus der Spätrenaissance, Tauffünte aus Granit. | Weitere Bilder |
| 187 | (Karte)               | Einfriedung, | | Einfriedung,   |
| 187 |                       | Mausoleum    | | Mausoleum      |

### Ganzkow
| ID  | Lage                         | Bezeichnung                         | Beschreibung | Bild                        |
| --- | ---------------------------- | ----------------------------------- | --- | --------------------------- |
| 353 | Am Brunner Weg               | Schafstall mit Inschrift: V.M. 1923 | |                             |
| 350 | Am Pfarrhof 1 (Karte)        | Kirche mit                          | Gotische Feldsteinkirche vom 14. Jahrhundert mit rck., flachgedecktem Kirchenschiff; stattlicher Turmaufsatz in Fachwerk mit 8-eckigem Oberteil und geschwungener Haube mit einer Spitze; Altaraufsatz aus der Spätrenaissance von 1626 mit späterem Umbau zum Kanzelaltar, Gestühl aus dieser Zeit, mittelalterlicher Granittaufstein.       | Weitere Bilder              |
| 350 | Am Pfarrhof 1                | Erbbegräbnis                        | |                             |
| 350 | Am Pfarrhof 1                | Mauer                               | |                             |
| 351 | Neddeminer Straße 25 (Karte) | Schulhaus mit                       | |                             |
| 351 | Neddeminer Straße 25         | Nebengebäude                        | |                             |
| 352 | Neubrandenburger Weg         | Gedenkstein Vom Ich zum Wir         | | Gedenkstein Vom Ich zum Wir |
| 349 | Schlossallee 11 (Karte)      | Gutshaus mit                        | Klassizistischer, 1-gesch., 11-achsiger, verputzter Fachwerkbau von um 1800 mit Mansarddach und dem 2-gesch. Mittelrisalit von um 1820 sowie zwei quadr. Flügelbauten; Gutzbesitz der Familien von Barner (ab 1688), von Voß (ab 1794), August Georg Carl Michael (ab 1829); nach 1945 Wohnhaus, ab 1994 Privatbesitz jedoch keine Sanierung. | Weitere Bilder              |
| 349 | Schlossallee 11              | Park (Schlossallee)                 | |                             |

### Roggenhagen
| ID  | Lage                           | Bezeichnung                                               | Beschreibung | Bild           |
| --- | ------------------------------ | --------------------------------------------------------- | --- | -------------- |
| 955 | An der Dahlener Straße (Karte) | Kirche                                                    | Gotische Feldsteinkirche vom 13. Jahrhundert; 1846 nach Plänen von Friedrich Wilhelm Buttel restauriert; rck. flachgedecktes Kirchenschiff; Westturm in gleicher Breite mit massivem Aufsatz vom wohl 18. Jh. mit Spitzhelm. | Weitere Bilder |
| 953 | Dahlener Straße                | Gedenkstein Besiedlung Roggenhagen 1931                   | |                |
| 954 | Rossower Weg 5 (Karte)         | Spritzenhaus                                              | |                |
| 956 | Stavener Straße                | zwei Stallscheunen mit Pentagrammen am Giebel (Scheune 1) | |                |
| 956 | Stavener Straße                | Scheune 2                                                 | |                |
| 957 | Stavener Straße 37 (Karte)     | Wohnhaus                                                  | |                |

## Quelle
- Karte der Baudenkmale im Geoportal des Landkreises